# Шаховий турнір

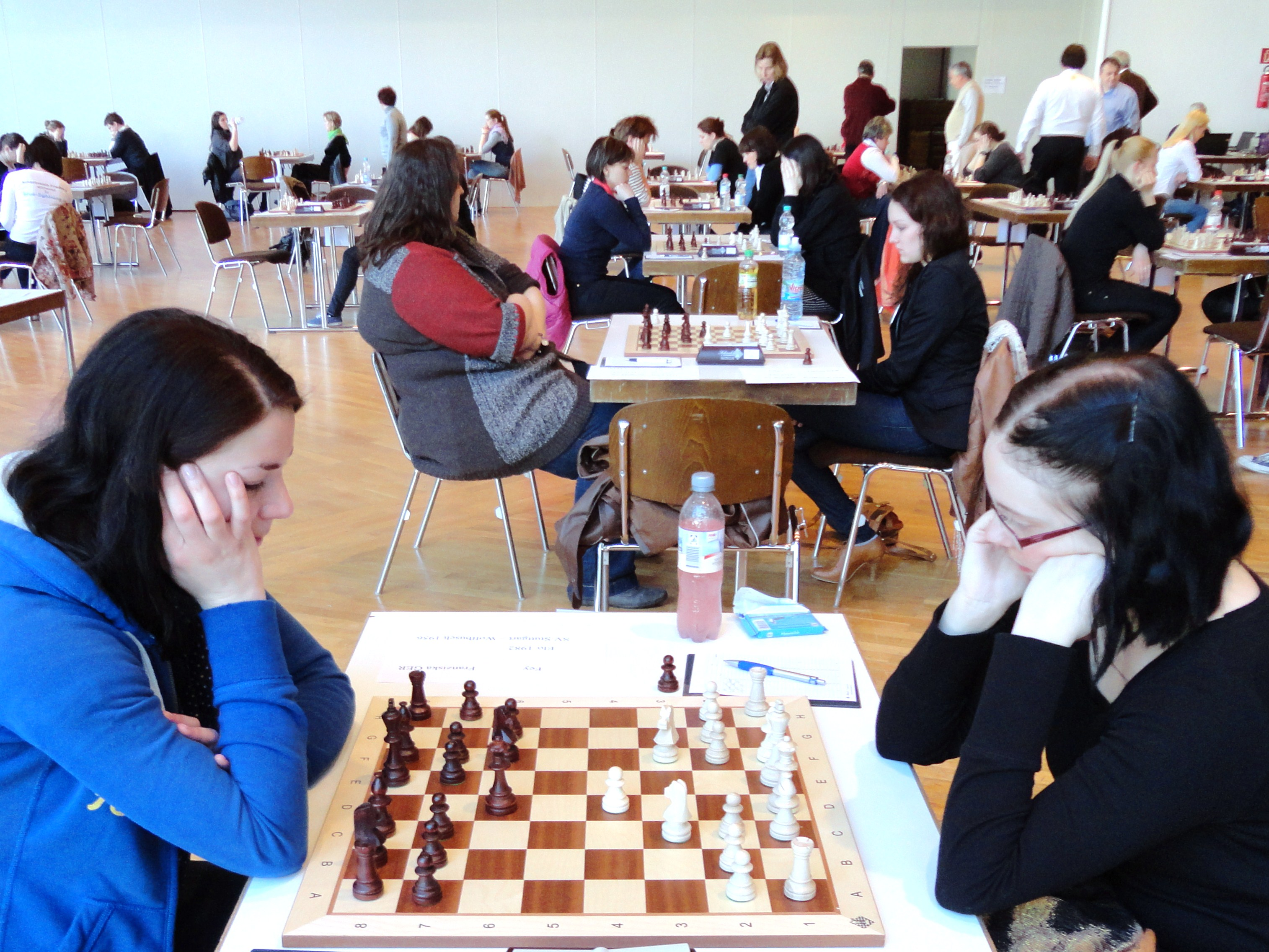
Шаховий турнір

Ша́ховий турні́р — форма проведення шахових змагань із кількістю учасників троє або більше. За системою гри виділяють кругову систему (кожен грає з кожним), або інші системи, де суперники вибірково грають один з одним (олімпійська система, схевенінгенська система, швейцарська система).
Якщо турнір з обмеженою кількістю учасників проходить за круговою системою у кілька кіл (переважно парну кількість для рівності партій білими та чорними), таке змагання називають матч-турніром.